# Gespunsart
Gespunsart település Franciaországban, Ardennes megyében. Lakosainak száma 969 fő (2022. január 1.). Gespunsart Gernelle, La Grandville, Les Hautes-Rivières, Neufmanil, Thilay és Vrigne aux Bois községekkel határos.

## Népesség
A település népességének változása:
| Lakosok száma | 1287 | 1176 | 1125 | 1153 | 1097 | 1075 | 1057 | 1036 | 995  | 969  |
|               | 1968 | 1982 | 1999 | 2006 | 2011 | 2015 | 2017 | 2018 | 2020 | 2022 |